# Guachipas
Guachipas je hlavní město departmentu Guachipas v provincii Salta na severozápadě Argentiny. Je vzdáleno 115 km od Salty, hlavního města stejnojmenné provincie Salta.

## Historie
Podle historických záznamů byl první stavbou v místě dnešního města Guachipas kostel, postavený v roce 1610 jezuity za účelem christianizace příslušníků národnosti Huachipa, obývajících soustavu údolí Calchaquíes.
Poblíž Guachipas u silnice č. 68, která vede ze Salty do Cafayate, se nachází lokalita se skalními kresbami, vytvořenými místními obyvateli ještě před příchodem Španělů. Tyto skalní kresby byly prohlášeny argentinskou národní historickou památkou.